# Le Dôme
Le Dôme (brasserie), även kallad Le Café du Dôme, är en restaurang i stadsdelen  Montparnasse i Paris fjortonde arrondissement, med adress Boulevard du Montparnasse 108, i hörnet av Delambre-gatan. Le Dôme öppnade under belle époque-perioden, år 1898, och blev snabbt en samlingsplats för intellektuella. Prisnivån var vid tidpunkten överkomlig för en tunnare plånbok, för en liten penning kunde en fattig konstnär unna sig Toulousekorv med potatismos. Le Dôme, som är känd för både sin historia och sin art deco-influerade inredning,  har haft en stjärna i Michelinguiden och är fortfarande omnämnd i den.

## Historik
Le Dôme grundades 1898 av Paul Chambon från Auvergne i centrala Frankrike. Det är Montparnasses första café och var känt som det "angloamerikanska kaféet". Le Dôme blev redan i början av 1900-talet populär bland konstnärer, skulptörer, författare, poeter, mannekänger, konstälskare och affärsfolk. Det var här konstnärskolonin från latinkvarteren samlades. Le Dôme blev sedermera också en mötesplats för Paris amerikanska, litterära koloni. 

### Kända gäster
- Robert Capa (1913-1954)
- Henri Cartier-Bresson (1908-2004)
- Aleister Crowley (1875-1947)
- Max Ernst (1891-1976)
- Tsugouharu Foujita (1886-1968)
- Paul Gauguin (1848-1903)
- Ernest Hemingway (1899-1961)
- Khalil Gibran (1883-1931)
- Wassily Kandinsky (1866-1944)
- Moise Kisling (1891-1953)
- Eva Kotchever (1891-1943)
- Lenin (1870-1924)
- Sinclair Lewis (1885-1951)
- Willy Maywald (1907-1985)
- Henry Miller (1891-1980)
- Anaïs Nin (1903-1977)
- Amedeo Modigliani (1884-1920)
- Pascin (1885-1930)
- Pablo Picasso (1881-1973)
- Ezra Pound (1885-1972)
- Man Ray (1890-1976)
- Chaim Soutine (1893-1943)
- Gerda Taro (1910-1937)
- Paul Thesing (1882-1955)
- Elmyr de Hory (1906-1976)

## Kuriosa
Restaurangens namn förekommer bland annat i följande texter:
- Sándor Márai, Les étrangers, 1933.
- Simone de Beauvoir, L’Invitée (svenska: Den inbjudna), Paris, Gallimard, 1943.
- Anna Gmeyner, Café du Dôme, London, Hamish Hamilton, 1941.
- Ernest Hemingway, Avec Pascin au Dôme, i romanen Paris est une fête (svenska: En fest för livet), Paris, Gallimard, 1964, och Le soleil se lève aussi (svenska: Och solen har sin gång), Paris, Gallimard, 1933
- Henry Miller, Tropique du Cancer (svenska: Kräftans vändkrets), Paris, Denoël, 1945.
- Elliot Paul, The Mysterious Mickey Finn: or Murder at the Cafe Du Dome, New York, Modern Age Books, 1939.
- Jean-Paul Sartre,  L’Âge de raison, Paris, Gallimard, 1945.
- Sången Paris, Édith Piaf, 1949[2].

## Bildgalleri

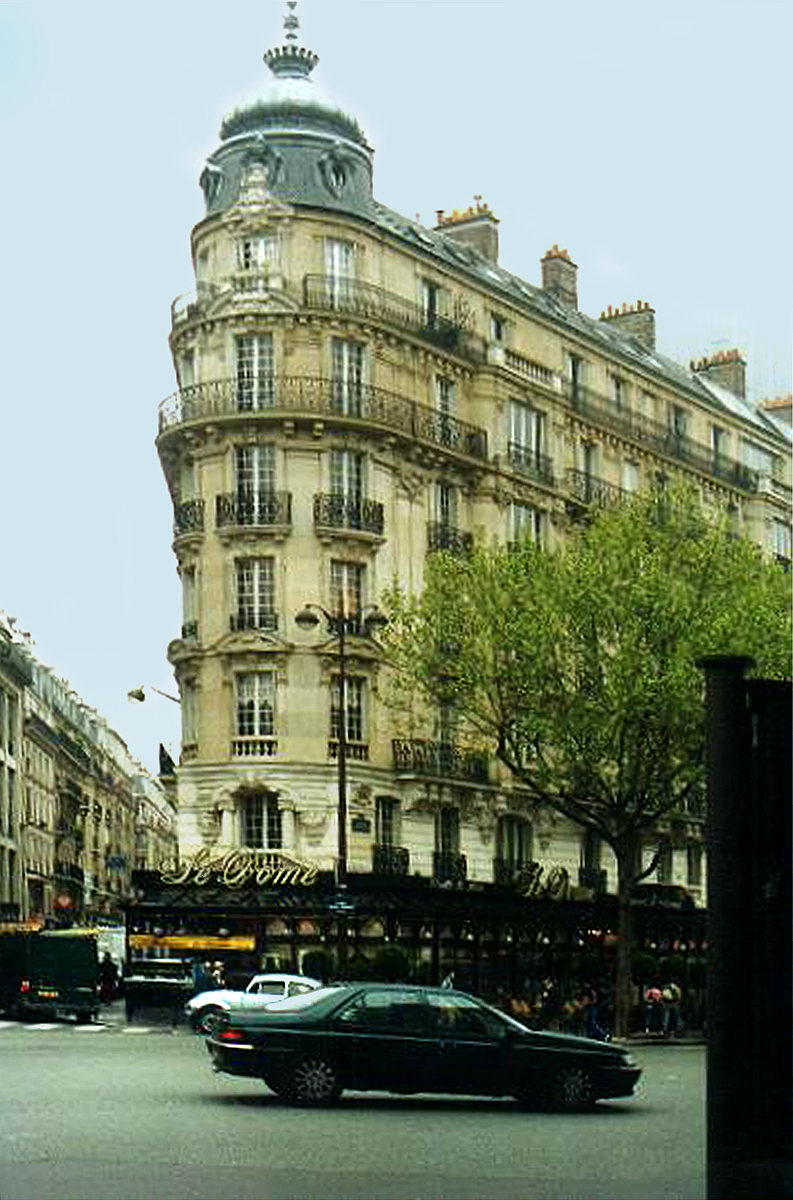
Café du Dôme, 2006
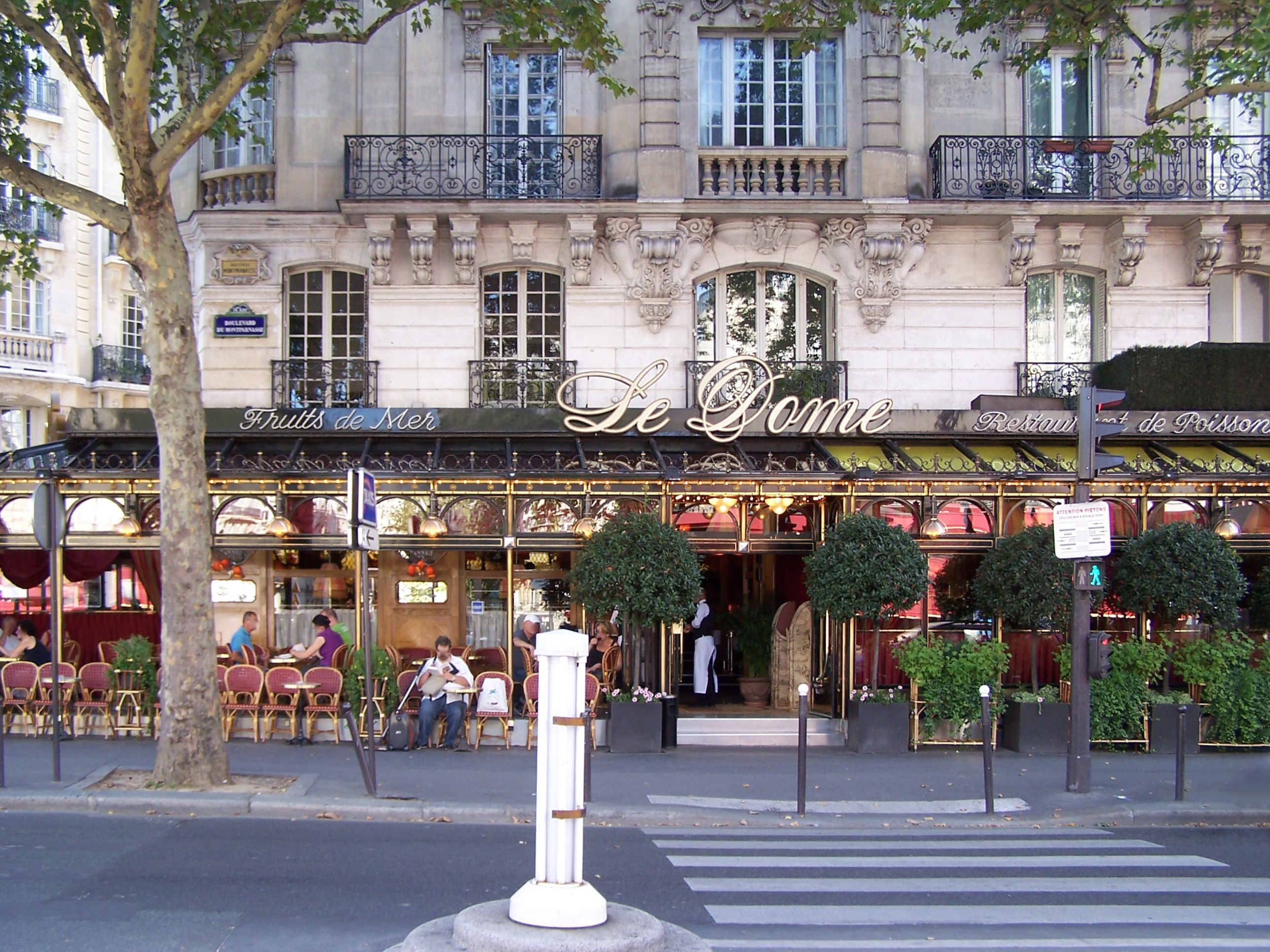
Le Dôme, Boulevard du Montparnasse
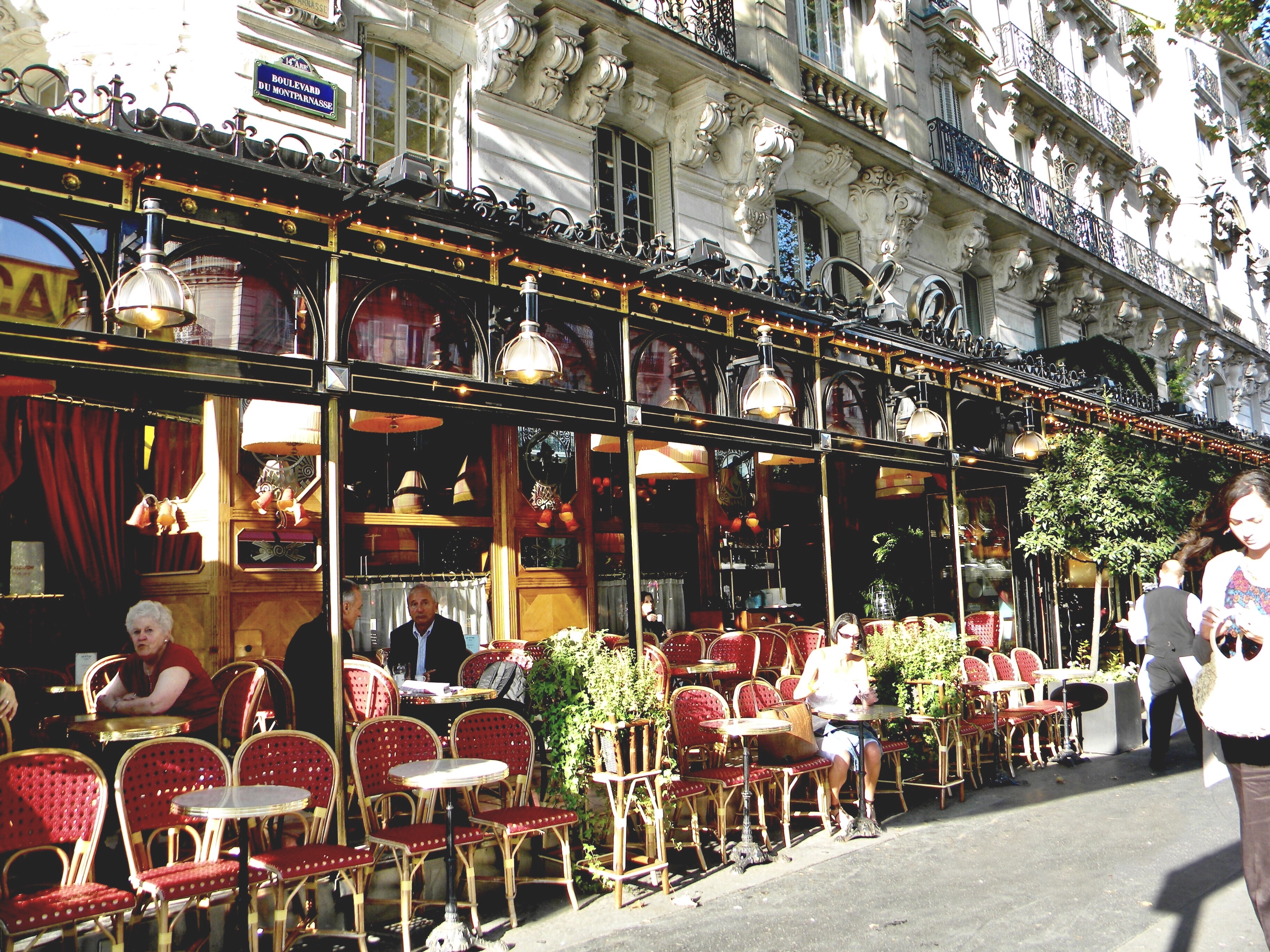
Le Dômes uteservering
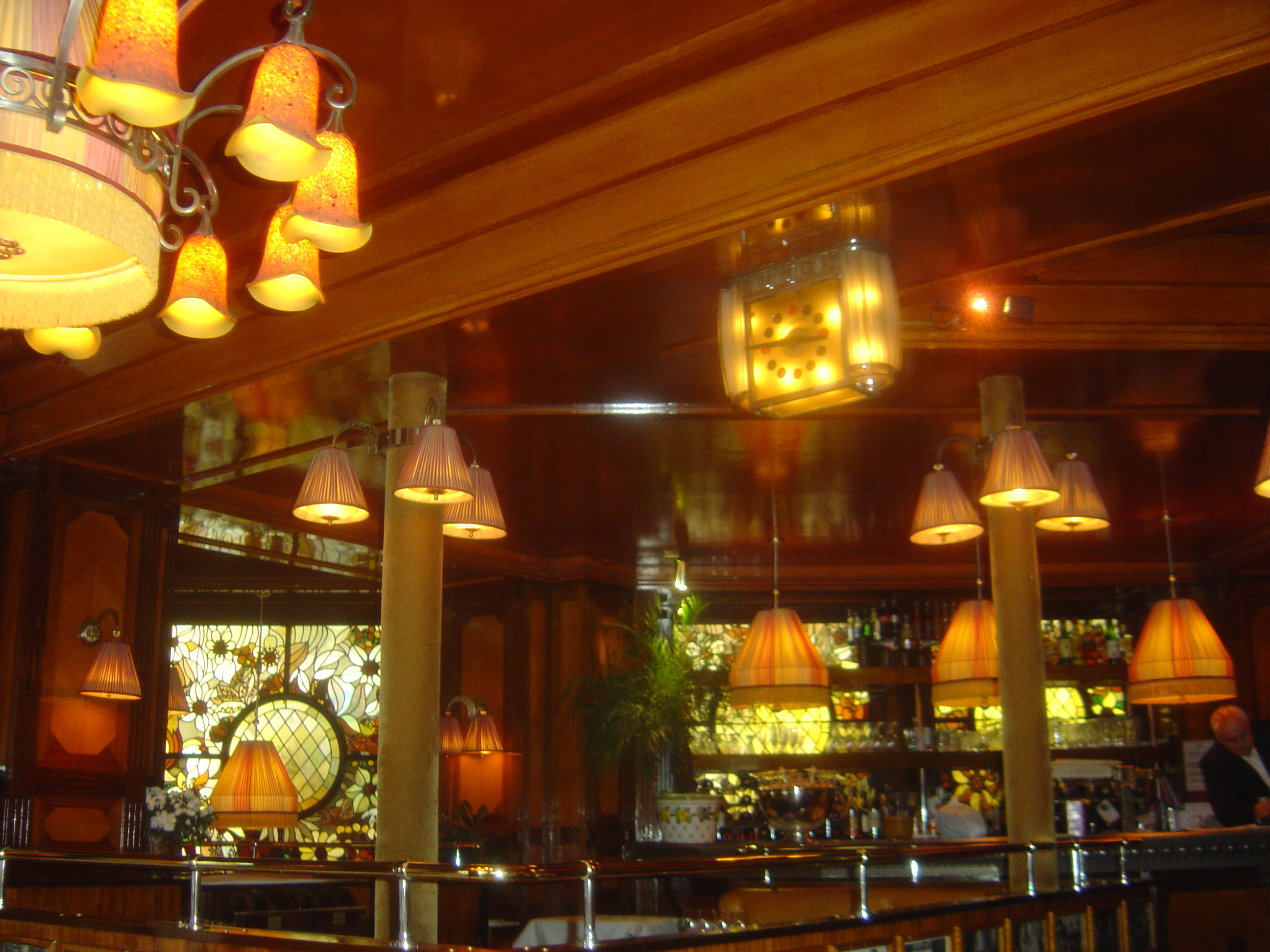
Matsalen, Le Dôme
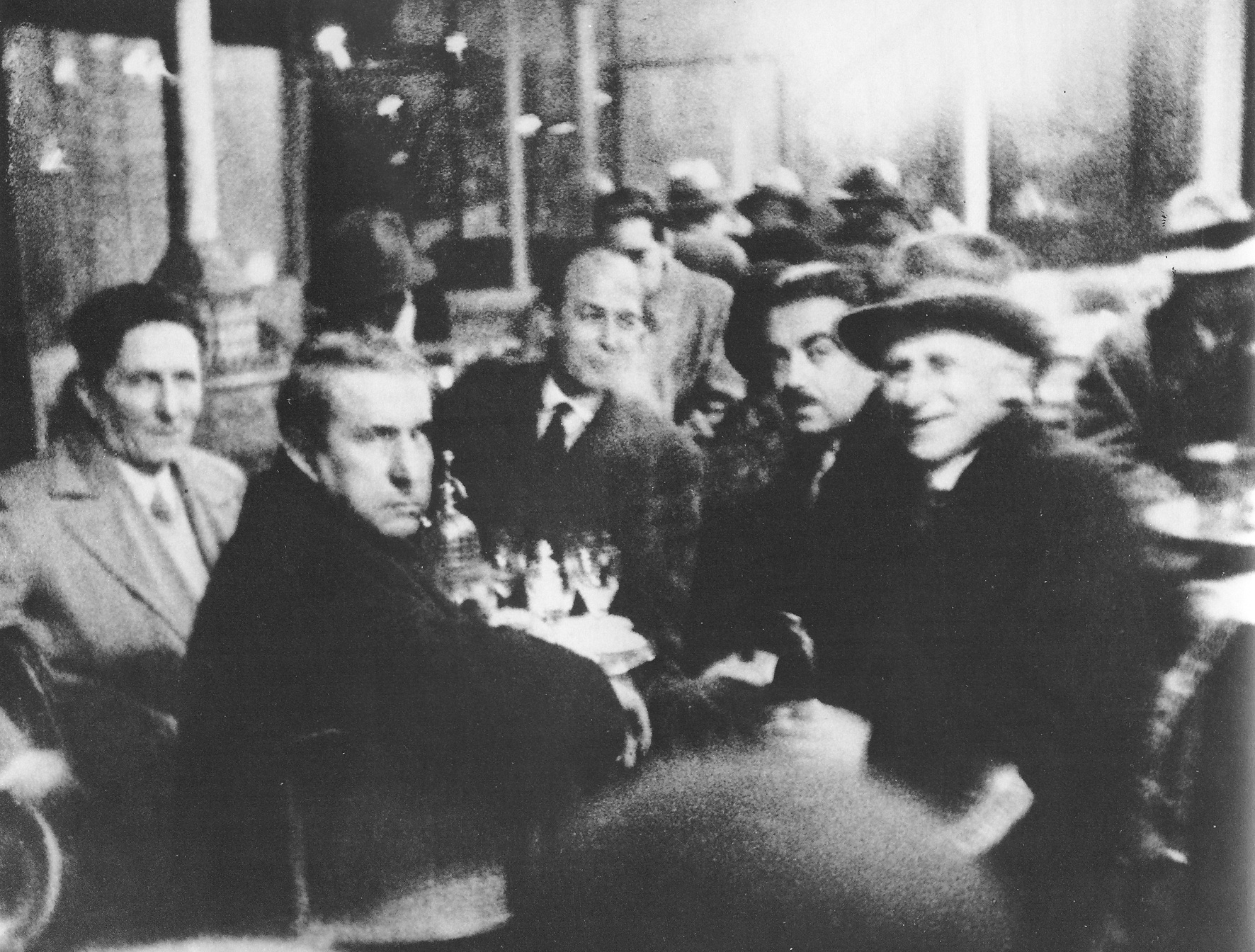
Tériade, Pablo Manès, Gargallo, Christian Zervos, omkring 1930